# Leandro Faggin
Leandro Faggin (18 de julho de 1933 – 6 de dezembro de 1970) foi um ciclista italiano, profissional de 1957 e 1969.

## Carreira
Especialista em ciclismo de pista, foi campeão duas vezes nos Jogos Olímpicos de 1956 em Melbourne, nos 1000 m contrarrelógio e dos 4000 m perseguição por equipes; três vezes campeão mundial na perseguição individual e treze vezes campeão da Itália, doze em perseguição de maneira consecutiva entre 1957 e 1968.